# Diane Allahgreen
Diane Allahgreen (ur. 21 lutego 1975) – brytyjska lekkoatletka, płotkarka.

## Osiągnięcia
- 2 brązowe medale mistrzostw świata juniorów (Lizbona 1994, bieg na 100 m przez płotki i sztafeta 4 x 100 m)
- srebro młodzieżowych mistrzostw Europy (bieg na 100 m przez płotki Turku 1997)
- brązowy medal halowych mistrzostw Europy (bieg na 60 m przez płotki Walencja 1998)
- brąz Uniwersjady (bieg na 100 m przez płotki Palma de Mallorca 1999)

## Rekordy życiowe
- bieg na 100 m przez płotki – 12.92 (2002)
- bieg na 100 m – 11.44 (2002)
- bieg na 50 m przez płotki (hala) – 6.94 (2000) rekord Wielkiej Brytanii
- bieg na 60 m przez płotki (hala) – 7.99 (2000)